# Aeroportul Queenstown
Aeroportul Queenstown (IATA: ZQN, ICAO: NZQN) este un aeroport din Otago⁠(d), Otago, Noua Zeelandă ce deservește zona Queenstown. Aeroportul a fost tranzitat în decembrie 2022 de 225.996 de pasageri. A fost deschis în august 1935 și numit după zona deservită.
Situat la o altitudine de 357 m, aeroportul dispune de o singură pistă.